# ヨアンネス・ファン・デル・ブルッヘン
ヨアンネス・ファン・デル・ブルッヘン（ Joannes van der Brugghen、1639年ころ生まれ、1730年から1750年の間に没）は、フランドル生まれの版画家、版画出版商である。パリなどで版画家として働いた。

## 略歴
ブリュッセルで1649年ころ生まれた。ファン・デル・ブルッヘンの名前はJohannes van der BrugghenやJoan van der Bruggen、Jean van der Bruggenなど様々な表記があって、その生涯の研究を困難にしているが、生地や生れ年は、1689年に自分の肖像版画を出版し、そこに「ブリュッセル生まれの40歳」と表記していることからきている。
アントウェルペンの画家、アントン・グボー（1616-1698）の弟子で1679年にアントウェルペンの聖ルカ組合の親方として登録された。1681年にパリに移り、版画やドローイングを売る商売を始め、パリのサン・ジャック通りに、1689年に「Grand Magazin d'ymages」という看板を掲げて店を開いた。
自らもメゾチント版画を得意として、ニコラ・ド・ラルジリエール（1656-1746）やピエール・ミニャール（1612-1695）、ダフィット・テニールス（1610-1690）といった画家の作品や自らの作品を版画にして出版した。
レーモン・ラファージュ（Raymond Lafage: 1656-1684）という画家の作品を版画にして1883年から出版を始め、ラファージュが1864年に亡くなった後、1889年からラファージュの残した100点以上の宗教的な題材の原画をもとに、Cornelis VermeulenやGérard Audran,、Franz Ertinger、Charles Louis Simonneauといった版画家が版画にした「Effigies Raymundi la Fage」という版画集をパリで出版し、これはアムステルダムでも出版された。
時期は知られていないがパリを離れてウィーンに移ったとされる。1714年にウィーンで制作した署名のある作品があり、1720年にウィーンに移ってきたフランドルの画家Jacob van Schuppenの肖像画を残している。
没年は不明であるが、1640年以降である可能性は低いとされる。

## 作品

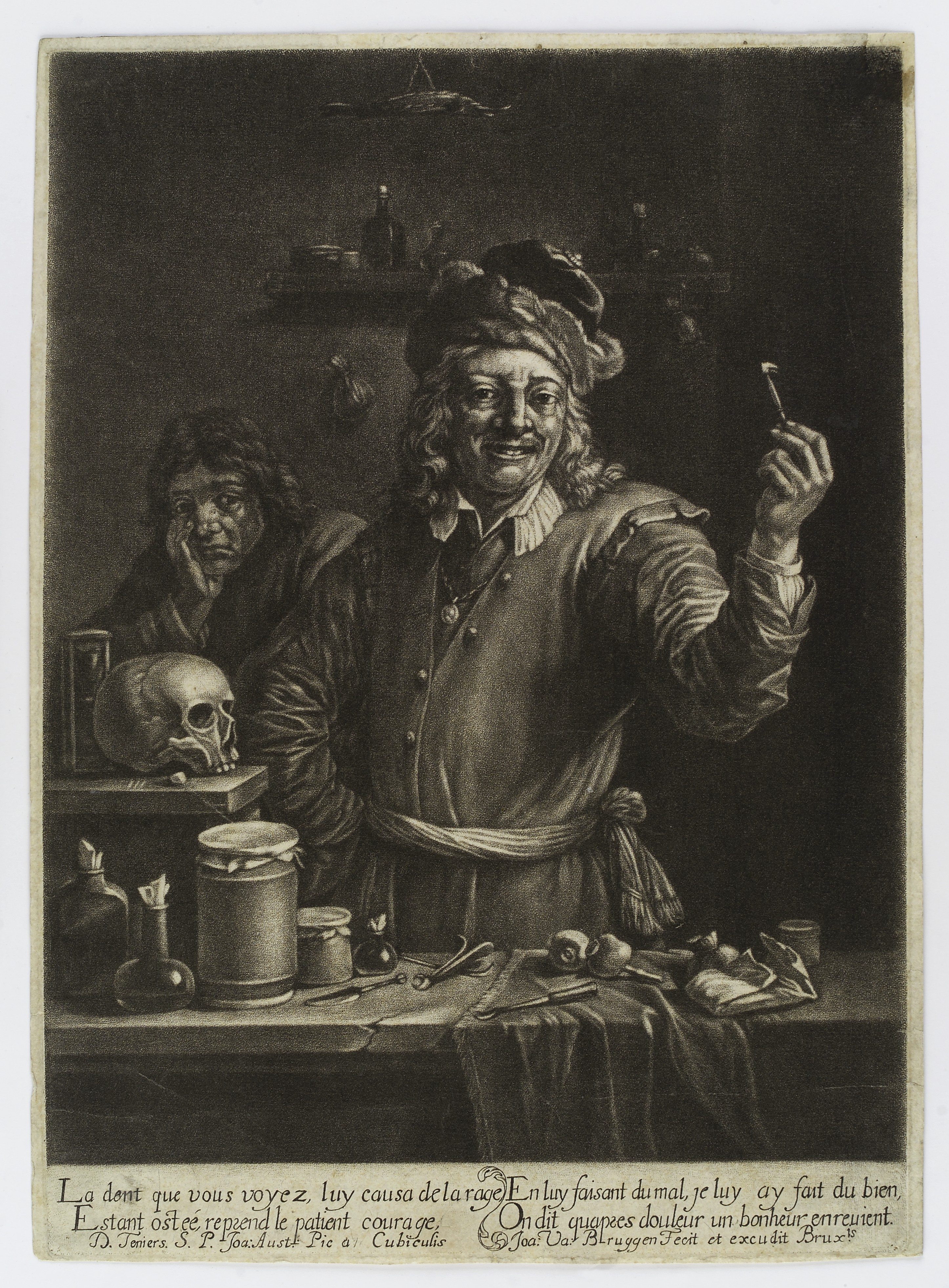
ダフィット・テニールスの原画による版画、「抜いた歯を見せる歯医者」
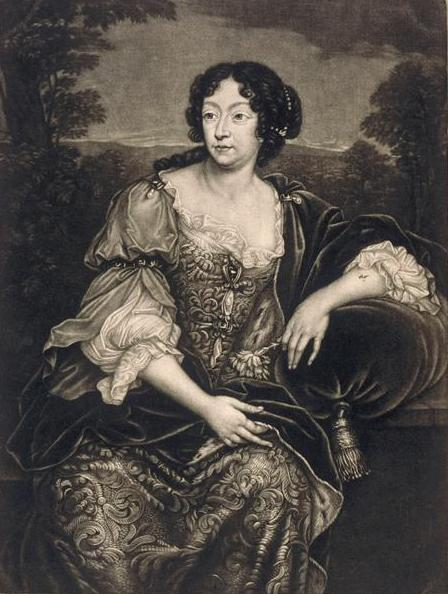
ピエール・ミニャールの原画による版画、エリザベート・マルグリット・ドルレアン
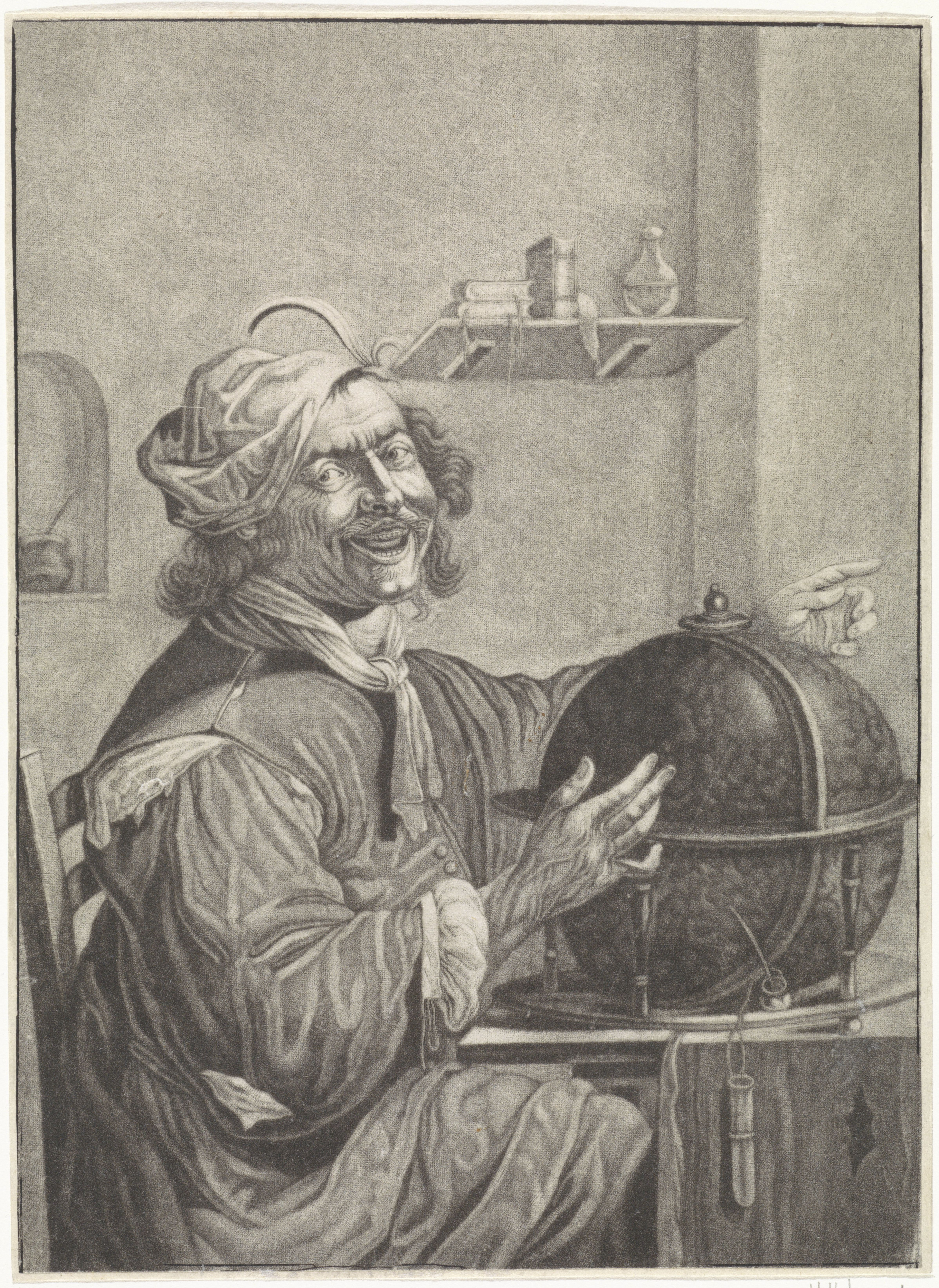
ギリシャの哲学者デモクリトス
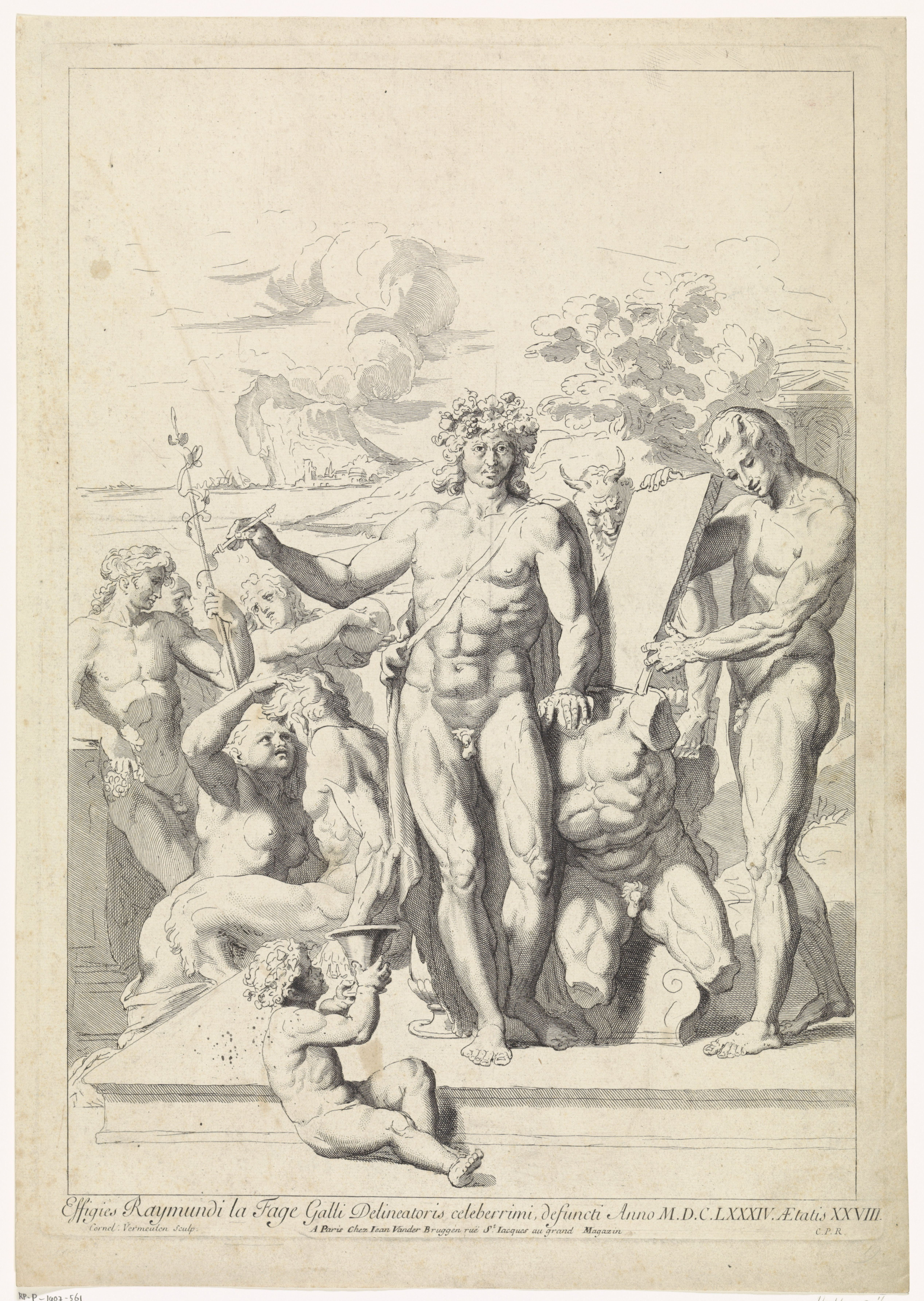
レーモン・ラファージュの原画をCornelis Martinus Vermeulenが版画にしてファン・デル・ブルッヘンが出版した寓意画